# Leszozavodszk
Leszozavodszk (Лесозавoдск) városkörzet és a Leszozavodszki járás székhelye Oroszország Tengermelléki határterületén. Vlagyivosztoktól 350 km-re, Moszkvától 8938 km-re fekszik a Transzszibériai vasútvonal és az Usszuri-folyó partján, a kínai határ közelében (Markovszkij határátkelő). Területe 63 km². Közigazgatásilag (1992 óta) a járás is a városkörzet irányítása alatt van.
Lakossága: 42,2 ezer fő (2002) ); 37 034 fő (a 2010. évi népszámláláskor).
1932-ben hozták létre két kozák alapítású falu, Medvegyickaja és Donszkaja (melyek 1894-1895-ben jöttek létre) közigazgatási egyesítésével. Kedvező közlekedésföldrajzi helyzete és a gyorsan fejlődő fafeldolgozó ipar (melyről a nevét kapta, tkp. erdei gyár) révén lakossága gyorsan növekedett és már 1938-ban városi rangot kapott.
A város gazdasága a fafeldolgozástól és faipartól függ. Legnagyobb üzeme az Usszuri Fafeldolgozó Kombinát (Usszurijszkij DOK). Kisebb bútorgyára is van. A város a faipari középfokú oktatás fontos központja a Tengermelléken. Jelentős vasúti csomópont.